# Кубок Греції з футболу
Кубок Греції з футболу (грец. Κύπελλο Ελλάδος ποδοσφαίρου ανδρών) або Кубок Греції (грец. Κύπελλο Ελλάδος) — щорічний футбольний кубковий турнір національного рівня у Греції, який проводиться Еллінською футбольною федерацією. Оскільки у цьому турнірі змагаються команди із усіх футбольних ліг Греції, команди нижчих дивізіонів мають шанс перемогти сильні клуби, проте команди нижчих дивізіонів рідко потрапляють до фіналу.
Найбільшу кількість титулів — 29, здобув «Олімпіакос» (Пірей).

## Історія
Перший розіграш Кубка Греції відбувся у 1931 році.

### Титулів за клубами
| Клуб              | Переможець | Фіналіст | Сезони |
| ----------------- | ---------- | -------- | --- |
| «Олімпіакос»      | 29         | 14       | 1947, 1951, 1952, 1953, 1954, 1957, 1958, 1959, 1960, 1961, 1963, 1965, 1968, 1971, 1973, 1975, 1981, 1990, 1992, 1999, 2005, 2006, 2008, 2009, 2012, 2013, 2015, 2020, 2025 |
| «Панатінаїкос»    | 20         | 11       | 1940, 1948, 1955, 1967, 1969, 1977, 1982, 1984, 1986, 1988, 1989, 1991, 1993, 1994, 1995, 2004, 2010, 2014, 2022, 2024                                                       |
| АЕК               | 16         | 10       | 1932, 1939, 1949, 1950, 1956, 1964, 1966, 1978, 1983, 1996, 1997, 2000, 2002, 2011, 2016, 2023                                                                               |
| ПАОК              | 8          | 15       | 1972, 1974, 2001, 2003, 2017, 2018, 2019, 2021 |
| «Паніоніос»       | 2          | 4        | 1979, 1998 |
| «Лариса»          | 2          | 2        | 1985, 2007 |
| «Аріс»            | 1          | 9        | 1970 |
| «Іракліс»         | 1          | 4        | 1976 |
| ОФІ               | 1          | 2        | 1987 |
| «Етнікос» (Пірей) | 1          | 0        | 1933 |
| «Касторія»        | 1          | 0        | 1980 |
| «Докса» (Драма)   | 0          | 3        | |
| «Атромітос»       | 0          | 2        | |
| «Пієрікос»        | 0          | 1        | |
| «Атінаїкос»       | 0          | 1        | |
| «Аполлон» (Афіни) | 0          | 1        | |
| «Іонікос»         | 0          | 1        | |